# L'Université de la nature, de l'écologie et de la relation
L'Université de la nature, de l'écologie et de la relation, parfois également connue sous le nom d'Université de la relation, ou l’Université de la nature et de l’écologie de la relation est un mouvement sectaire mené par Gabriel Loison (qui se fait également appeler Gabriel Yves) de 1995 à 2011. Basé à Saint-Brévin, en Loire Atlantique, la secte organise des stages en Espagne, au Maroc et au Costa-Rica. Le gourou est condamné à quinze ans de prison en 2022, pour des accusations de viols sur personne vulnérable, abus de faiblesse et escroqueries. Julie Baschet, sa compagne de l'époque, sous emprise, est au départ accusée, puis finalement innocentée et considérée comme une victime de Loison.

## Historique

### Gabriel Loison
Né en 1940 dans le Maine-et-Loire, Gabriel Loison a un long et lourd historique derrière lui. Les psychologues décrivent une « structure de personnalité de type pervers avec déni de la réalité, de la loi et de ses responsabilités. » Il est charismatique et manipulateur. Gabriel Loison s’autoproclame successivement, sans aucune formation ni diplôme psychologue, sophrologue, anthropologue, alchimiste, « maître de santé », « conseiller en pédagogie parentale », biorythmologue, coach de vie, être élu selon le calendrier Maya, psychothérapeute. Il affirme également être en contact avec des extra-terrestres. Son désir sexuel est omniprésent. À tel point qu'un avocat général résume ainsi : le sexe est « obsession derrière laquelle tout son système se cache ».

#### Séjours en prison et début des escroqueries (1962 à 1983)
En 1962, alors militaire en Algérie, il est incarcéré pour avoir pris part à un « complot contre l’autorité de l’État ». À 24 ans, il monte une opération de braquages de facteurs et est condamné quinze ans de prison. Il commence à s'intéresser à la psychologie et au coaching pendant les huit ans de son incarcération. En 1974, à sa sortie de prison, il devient consultant en entreprise. Coach pour cadres d'entreprise, et accumule beaucoup d'argent. Il développe ses techniques d'emprise. Il est visé par des plaintes pour escroquerie et abus de confiance. Il retourne en prison jusqu'en 1983.

#### Les ateliers de Saint-Jean (1983 à 1989)
En 1983, il fonde une structure nommée les ateliers de Saint-Jean, à Saint-Jean-de-Fos dans l'Hérault. Il est accusé de charlatanisme en prétendant guérir des personnes malades de dépression grâce à des techniques New Age, censées apporter du bien-être et des méthodes traumatisantes de dépassement de soi.
Il est accusé de viols par Marie-Ange Salou, une religieuse, assistante sociale de prison. Elle dépose plainte en 1989 pour viols à trois reprises au cours de stages en 1984, 1985 et 1986. L'enquête aboutit à un non lieu.
En 1988 et 1989, deux personnes décèdent en chutant d'une falaise qu'ils escaladaient à mains nues, dans un des stages à Saint-Jean-de-Fos. Les gendarmes s'intéressent à lui, mais il parvient à être innocenté. Il fuit au Costa-Rica avec l'argent des adeptes. Il y monte une pseudo-université, qui est un camp de vacances. Il y fait venir des adeptes français, pour des stages de plusieurs mois.

#### Les Jardins de la vie (1990 à 1995)
En 1990, il change son nom, devient Gabriel Yves et revient en France régulièrement. Il y fonde une nouvelle secte, les Jardins de la vie dans les Pyrénées-Orientales. Cette entreprise est reconnue un temps comme centre de formation continue et délivre des contrats de formation professionnelle. Il propose, dans ce qui se présente d'abord comme une association, de nouvelles méthodes d'agriculture, notamment biologique. Puis il organise des séjours au tarif fort, notamment en Espagne autour de l’ésotérisme, la spiritualité ou les médecines traditionnelles. La secte est dissoute 1995 sur décision de justice.

### Fondation de la secte, emprise croissante, agressions sexuelles multiples (1995 à 2011)

#### Méthodes de recrutement
En 1995 ou 1996,, Gabriel Loison fonde L'Université de la nature, de l'écologie et de la relation, pour succéder aux Jardins de la vie, sur des bases similaires. La pseudo-université se présente comme un collectif de recherche pour former des maîtres de santé. Il recrute de nouveaux adeptes à l'occasion de conférences et de colloques. Il utilise des thématiques écologistes et humanitaires pour attirer des personnes fragilisées. Des filiales sont créées en parallèle, comme La Maison des Arômes ou La Casa de la Humanidad. Le groupe compte jusqu'à 200 adeptes. Les adeptes ne connaissent pas son nom de famille, et se contentent de l'appeler Gabriel.

#### Les stages internationaux
Basée à Saint-Brévin, le siège de la structure se trouve à Atenas, au Costa Rica. Il propose des stages de développement personnel et des expériences dites chamaniques. Ces stages dits d'« initiations » sont dispensés dans plusieurs lieux : la première étape en France, dans une maison de Saint-Brevin-les-Pins, pour des séances de psychothérapies au contenu secret. Puis il propose des stages à l'étranger, à Jaca en Espagne, dans un gîte d’une palmeraie de Taroudant au Maroc ou bien encore au Costa Rica, dans une propriété, la Finca Huetares. Les stages alternent notamment randonnées, hypnose, méditation, sungazing. Il facture ces stages de 1600 à 10 000 €.

#### Emprise et sexualité
Loison exerce une pression constante sur les membres de la secte, qui sont sous sa totale emprise. Trois étapes se succèdent pour atteindre cet objectif : la séduction, la destruction puis la reconstruction. Les psychologues parlent pour cette troisième étape d'un véritable « tsunami psychologique ». Les femmes doivent se laisser pousser les cheveux très longs, car elles sont selon lui les « antennes de la terre ». Des jeûnes particulièrement éprouvants sont organisés. Loison met en place une « soumission complète » des adeptes, ce qui inclut une soumission sexuelle. Il exerce sur eux du chantage affectif, des viols et des humiliations. Il met en effet progressivement en place du tantrisme, des pratiques sexuelles de groupe et du sexe punitif,. Il préconise le sexe libre, du matin au soir, comme moyen d’évolution et pour lutter contre des blocages. La nudité est encouragée dans de nombreux exercices. Il use de son pouvoir pour imposer des actes sexuels à de multiples reprises, avec de nombreuses adeptes.

#### Arrivée et intégration de Julie Baschet
Julie Baschet, originaire des Yvelines, est une artiste formée aux arts décoratifs, peintre et illustratrice de livres pour enfants. Elle est recrutée pendant une période de fragilité personnelle, en 2005, lors d'un stage au Maroc. Elle a alors 31 ans et Loison 65 ans. Son basculement total prend trois semaines,. Elle subit du love bombing puis un lavage de cerveau. Pendant un stage, elle subit un jeûne particulièrement éprouvant et dangereux. Elle devient rapidement sa compagne et « un agent d'exécution ». Elle réalise avec le recul qu'elle devient également l'esclave sexuelle de Loison pendant cinq ans,.

#### Agressions sexuelles sur mineures
Il profite de son pouvoir pour sexualiser de très jeunes filles, qu'il nomme « femmes pionniers ». Dans le système de Loison, la majorité sexuelle débute en effet dès 14 ans. Lors d'un des stages, en 2010, une jeune fille de 13 ans originaire de Saint-Nazaire, en stage avec ses parents, subit des attouchements sexuels puis des viols.

## Justice: plaintes et condamnations (2010 à 2023)

### Premières plaintes (2010 à 2011)
En novembre 2010, un homme originaire de Vendée, père d'un enfant de deux ans porte plainte pour éviter que la mère de l'enfant l'emmène au Costa Rica,, en janvier 2011, pour « couper les mémoires antérieures à la grossesse ». Le père obtient d'un juge aux affaires familiales une ordonnance d'interdiction de sortie du territoire en décembre 2010. Plusieurs cas similaires avaient été repérés par le Réseau parental Europe, présidé par Michel Gilbert.
En décembre 2010, les grands-parents de la jeune fille de Saint-Nazaire déposent plainte contre Loison.
Une jeune femme porte également plainte en 2011 pour un viol commis en août 2008 à Saint-Brévin.

### Début de l'enquête et Interpellation (2011 à 2012)
Le 4 janvier, le parquet de Saint-Nazaire est saisi de l'affaire, confiée à l'Office central pour la répression des violences aux personnes. Le dossier est ensuite transféré au pôle d'instruction de Nantes. Ce dernier ouvre une information judiciaire le 17 mars 2011 et lance un mandat d'arrêt international. La Miviludes coordonne l'action.
Gabriel Loison et sa compagne, Julie Baschet, sont interpellés par la guardia civil à Jaca, en Espagne le 26 mars 2011.
La jeune femme, sous emprise, se désolidarise finalement de Loison pendant une garde à vue, le 25 janvier 2012. Un policier de la Cellule d'assistance et d'intervention en matière de dérives sectaires parvient à lui faire débuter une sortie de l'emprise.
Le 20 avril 2012, la Chambre de l’instruction de Rennes rejette la demande de mise en liberté de Loison.

### Condamnation de Gabriel Loison à dix ans de réclusion et acquittement de Julie Bachet (2014)
En janvier 2014, Loison est condamné en première instance par la cour d'assises de Loire-Atlantique à 10 ans de réclusion pour des faits notamment de viols, agressions sexuelles ou encore corruption de mineure. Julie Baschet se retrouve également en détention en maison d’arrêt. Elle est mise en examen. L’instruction du dossier par les policiers de la Cellule d’assistance et d’intervention en matière de dérives sectaires (Caimades) cherche à déterminer si elle doit être « dans le box des accusés » ou au contraire considérée victime d'emprise mentale. En janvier 2014, son avocat Olivier Morice obtient son acquittement, contre l’avis du parquet, en démontrant qu’elle avait agi sous sa contrainte du fait de l’emprise mentale qu’il avait sur elle. Le Parquet Général fit appel et il obtint à nouveau l'acquittement de sa cliente en septembre 2017. Cette décision a été saluée comme une avancée importante dans la prise en considération de la contrainte morale en matière d'emprise mentale à caractère sectaire. La déprise totale de Julie Baschet a pris dix ans.

### Peine alourdie à quinze ans de réclusion et appel (2017)
En janvier 2017, Loison est remis en liberté dans l’attente de son procès en appel. Il reste cependant placé sous contrôle judiciaire strict. En septembre de la même année, il est de nouveau entendu. Après dix jours d’audience à huis clos, Gabriel Loison voit sa peine alourdie par la cour d’appel de Rennes. Il écope de quinze ans de réclusion pour les faits reprochés,,, assortie d’une obligation de suivi socio-judiciaire de trois ans avec une injonction de soins. Il fait de nouveau appel de cette décision.

### Peine confirmée (2022)
En 2021, un nouveau procès est annoncé. Loison est entendu de nouveau à partir du 30 mai 2022 devant la cour criminelle de Loire-Atlantique, pour des faits reprochés de viols sur personnes vulnérables, complicité de viols en réunion et abus de faiblesse aggravé sur quatre anciennes adeptes, trois femmes et un homme. Il nie les viols reprochés, et ne voit pas ce qui est problématique dans les pratiques sexuelles qu'il a imposées à de multiples reprises, prétextant que le consentement aurait toujours été respecté. D'anciens adeptes continuent de le soutenir.
Le gourou est condamné le 2 juin 2022 à 15 ans de réclusion par la cour d'assises d'Ille-et-Vilaine, pour des accusations de viols sur personnes vulnérables, abus de faiblesse et escroqueries,.

### Sortie de prison annoncée en décembre 2023
Loison est emprisonné à la prison de Saint-Martin-de-Ré. En comptant ses années de détention depuis 2011, et les crédits de réduction de peine dont il pourrait bénéficier pour bonne conduite, Gabriel Loison devrait sortir de prison en décembre 2023,.

### Documentaires télévisés
- Adeptes, de l'emprise à la déprise, de Karine Dusfour, sur Arte, 55 min, 2023[29],[54],[55]
- Gourou New Age : Les Étranges Méthodes d'un Guérisseur, Nicolas Deliez 2021[8]
- « Le gourou Gabriel » dans l'émission Présumé Innocent, épisode 12 sur Direct 8, réalisé par Elisa Jadot et Stéphanie Coudurier, 55min, 2011[38],[24].

### Émissions de radio
- Julie Baschet : sortir de l'enfer d'une secte - L'invité de Sonia Devillers, France Inter, 21 juin 2023[34],[56]
- "Adeptes, de l'emprise à la déprise" : Karine Dufour est l'invitée de Culture médias, présenté par Philippe Vandel, 19 juin 2023[36]
- La Moitié du gourou (4 épisodes), de Manon Prigent, Arte Radio, mis en ligne le 1er février 2024[57]

### Publications
En 2011, Gabriel Loison publie le premier tome de ses mémoires Les cons m'appellent le Gourou : récit, aux éditions Persée.